# Den gula tapeten
Den gula tapeten är en novell på 6 000 ord som är skriven av den amerikanska författaren Charlotte Perkins Gilman. Den publicerades för första gången år 1892 i New England Magazine. Novellen anses vara ett viktigt tidigt verk inom amerikansk feministisk litteratur då den beskriver attityder under 1800-talet om kvinnors fysiska och mentala hälsa.
Novellen är delvis självbiografisk och handlar om en författares psykiska sammanbrott.